# Steiger (Bergbau)

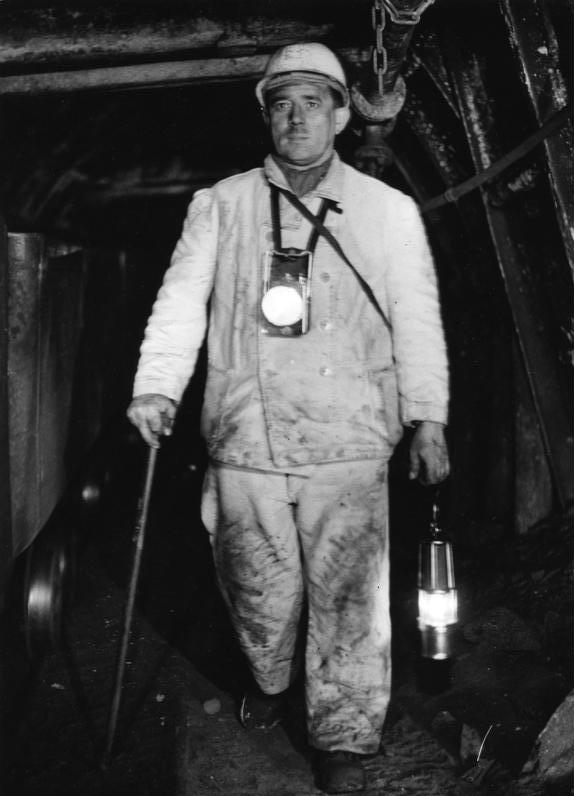
Steiger im Ruhrbergbau, 1961

Der Steiger ist eine Aufsichtsperson im Bergbau. Er trägt Verantwortung für einen Teil des Bergwerks und die ihm unterstellten Personen. Der Name wird abgeleitet von der früheren Tätigkeit des Steigers, dem steten Steigen und Einfahren in die Gruben. Der Steiger wird in einem populären Bergmannslied, dem Steigerlied (Glück auf, Glück auf, der Steiger kommt), besungen.

## Situation früher

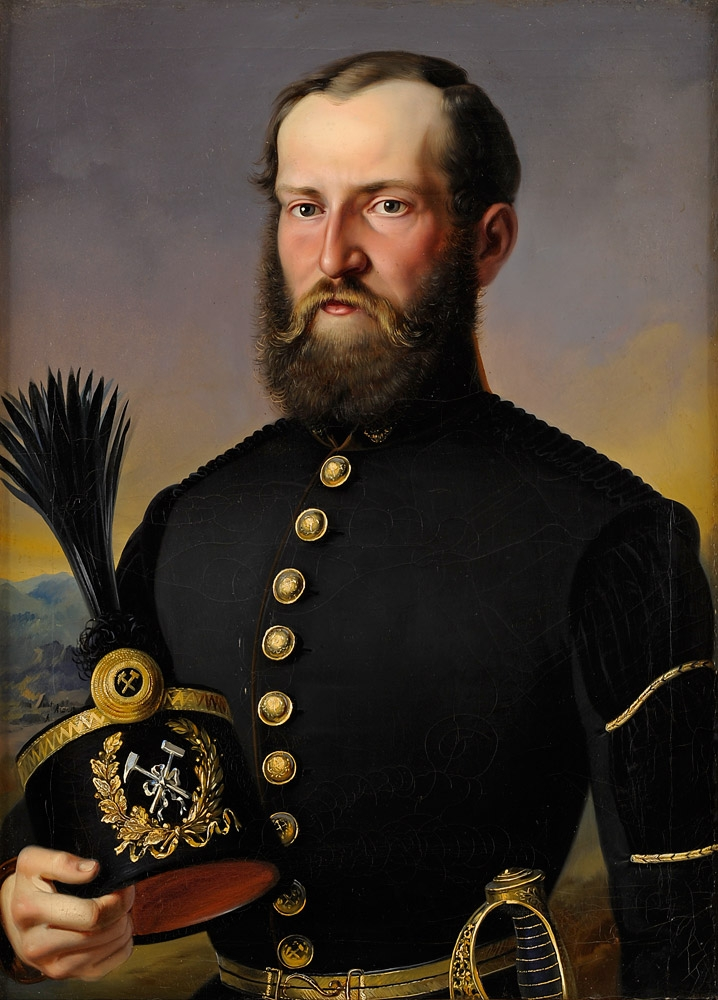
Porträt eines Steigers, Deutschland, 1. Hälfte des 19. Jahrhunderts

Bereits Bergverordnungen des ständischen Bergbaus verpflichteten die Bergbautreibenden, für die Beaufsichtigung ihrer Bergwerke Grubenbeamte zu beschäftigen. Diese Beamte waren bis zur Mitte des 19. Jahrhunderts Staatsbeamte. Der Begriff Steiger für die Grubenbeamten hatte sich auch sehr bald in den Bergordnungen durchgesetzt. Die Einstellung und Entlassung der Grubenbeamten oblag dem Bergamt, die Bergwerksbesitzer hatten bestenfalls ein Mitspracherecht und konnten beim Bergmeister ihre diesbezüglichen Wünsche vorbringen. Mit der Reform des Bergrechts in den Jahren 1851 bis 1865 kam es zu einer Änderung des Beamtenstatus der Steiger. Steiger waren nun nicht mehr Staatsbeamte, sondern Privatbeamte. Trotz dieser Neuordnung setzte weiterhin das Bergamt die Steiger ein.

### Hierarchie
Die unterste Ebene der Hierarchie bildeten die Untersteiger. Diese waren nur für einen kleinen Teilbereich als Aufsicht tätig. Über dem als Untersteiger bezeichneten einfachen Grubensteiger stand der Fahrsteiger, dem mehrere Steiger unterstanden. Der Oberste in der Hierarchie war der Obersteiger, er war der erste Aufseher und Officiant auf dem Bergwerk. Ihm unterstanden sämtliche Arbeitnehmer und Bergbeamten auf dem Bergwerk. Bei einigen Bergwerken gab es einen Grubenobersteiger und einen Tageobersteiger. Der Grubenobersteiger hatte die Arbeiten und Anlagen in der Grube unter sich, der Tageobersteiger hatte die Tagesanlagen, insbesondere die Aufbereitung, unter sich. Der Obersteiger bildete zusammen mit dem Schichtmeister die Grubenadministration.

### Anforderungsvoraussetzungen und Ausbildung
Der Steiger musste für die Ausübung seiner Tätigkeiten bestimmte fachliche Voraussetzungen erfüllen. Da im Bergbau viel mit Holz gearbeitet wurde, war eine Voraussetzung an den Steiger, dass er Kenntnisse über die Holzbearbeitung hatte. Dies war erforderlich, damit er alle Arten der Grubenzimmerung bei seinen Befahrungen kontrollieren und notfalls instand setzen konnte. Außerdem musste er Kenntnisse von der Gebirgskunde, der Erz- und Gesteinskunde und der Aufbereitungskunde haben. Um diesen Anforderungen gerecht zu werden, war zunächst eine langjährige praktische bergmännische Ausbildung erforderlich, die mit dem Bergknecht als unterster Stufe begann. Im Anschluss daran war der erfolgreiche Besuch einer Bergschule Voraussetzung für das weitere Fortkommen. Zugelassen zur Bergschule wurden nur Bergleute, die bei einem Bergwerk beschäftigt waren und die bereits die niedrigen Arbeitsstufen überschritten hatten. Um die Stelle eines Bergofficianten, wie dem Obersteiger, zu bekleiden, war der erfolgreiche Besuch der Bergakademie erforderlich.
Neben der fachlichen Eignung wurden an den Steiger auch verschiedene andere Anforderungen gestellt. Er hatte sich gegenüber seinen Vorgesetzten und dem Grubenvorstand mit gebührender Achtung zu verhalten. Er musste einen christlichen, nüchternen und anständigen Lebenswandel führen und somit seinen Untergebenen ein gutes Vorbild sein. Gegenüber seinen Steigerkollegen musste er sich kollegial höflich verhalten. Er musste sich gegenüber den Grundbesitzern höflich verhalten. Den ihm gegenüber vorgesetzten Behörden hatte er den schuldigen Gehorsam zu leisten. Auch hatte er eine korrekte bergmännische Tracht zu tragen. Fernerhin durfte der Steiger weder der Bruder noch der Vetter des Schichtmeisters der Zeche sein, auf der er beschäftigt war.

### Spezialisierungen

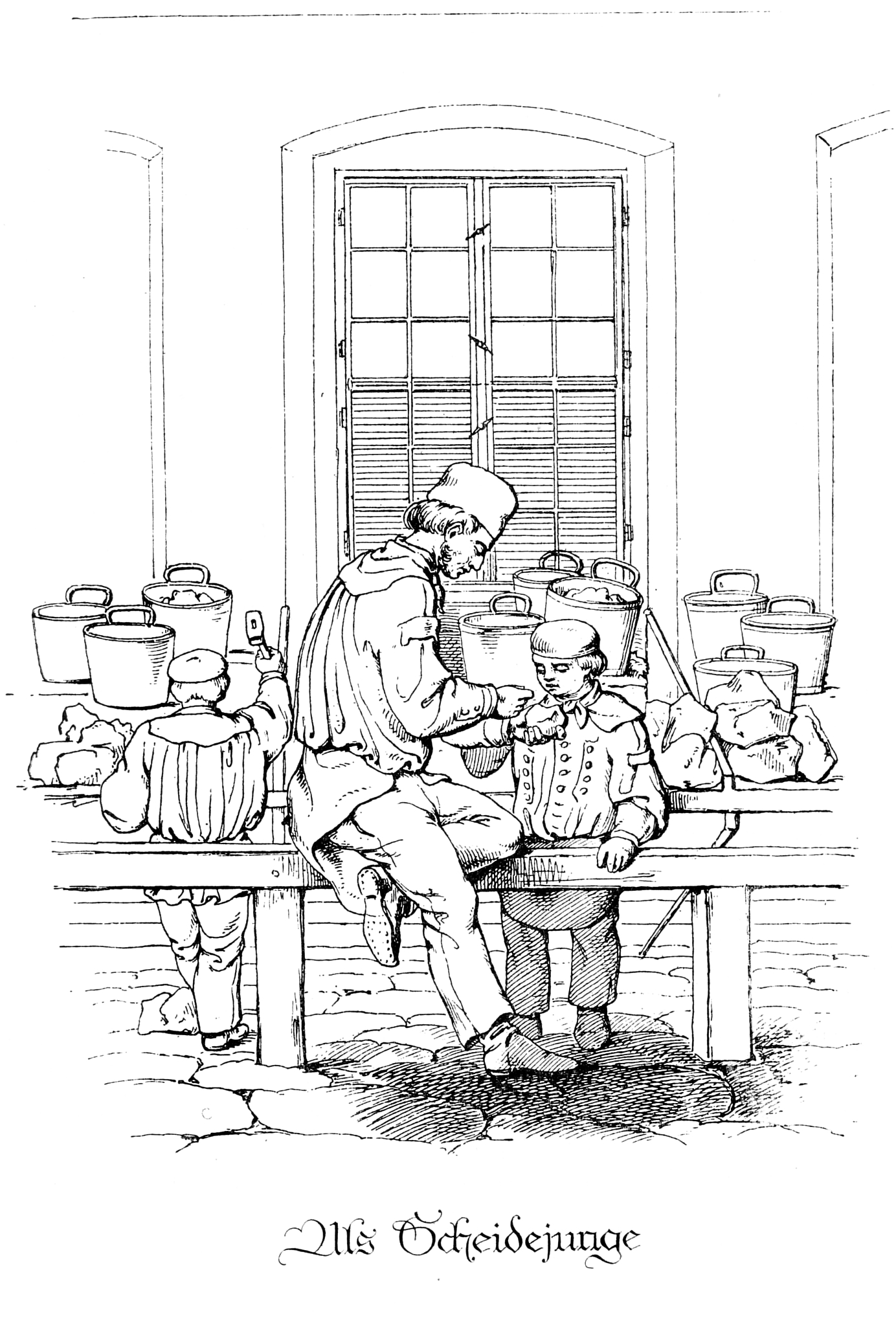
Der Scheidesteiger erklärt dem Scheidejungen die verschiedenen Erze

Aufgrund der Vielzahl der unterschiedlichen Arbeiten war es insbesondere bei den größeren Bergwerken erforderlich, dass sich die Steiger entsprechend ihrer Kenntnisse spezialisierten. Entsprechend den vom Steiger zu beaufsichtigenden Bergleuten gab es beispielsweise Zimmersteiger, Kunststeiger und Mauersteiger. Auch für die Steiger, die andere Tätigkeiten beaufsichtigten, gab es spezielle Bezeichnungen. So gab es für die Hängebank den Hängebanksteiger, dieser beaufsichtigte die Haspelzieher und die Bergleute, die die gestürzten Mineralberge wegladen mussten. Für die Nachtschicht gab es oftmals einen Steiger, der des Nachts die gesamten anfallenden Arbeiten zu beaufsichtigen hatte, er wurde Nachschichtsteiger genannt. Für die Beaufsichtigung der Scheidejungen gab es den Jungensteiger, auch Scheidesteiger genannt. Dieser musste die Scheidejungen zu ordentlicher Scheidearbeit anhalten und diese, wenn sie grobe Fehler gemacht hatten, auch streng bestrafen.

### Aufgaben und Arbeitszeit
Der Steiger hatte die Aufsicht über die unterstellten Bergleute zu führen. Er musste die Bergleute bei ihrer Arbeit unterweisen und dafür sorgen, dass genügend Material für den Betrieb vorhanden war. Der Arbeitstag begann für den Steiger schon vor dem Anfang der eigentlichen Arbeitszeit. Früh morgens musste er im Bethaus dem Frühgebet der Bergleute beiwohnen und die Anwesenheit kontrollieren. Er hatte darauf zu achten, dass die Bergleute die vorgeschriebene bergmännische Tracht trugen. Anschließend begab er sich in die Grube, um die Arbeitsplätze zu befahren. Besondere Vorkommnisse musste er nach der Schicht an den Betriebsdirigenten melden. Die Arbeitszeit betrug in der Regel zwölf Stunden und endete meistens erst um 16 Uhr am Nachmittag. An den Wochenenden brauchte er keine zwölf Stunden auf dem Bergwerk zu bleiben, musste aber kontrollieren, dass alle Bergleute die Grube verlassen hatten. Auch musste er an den Wochenenden die Arbeitszeit der Bergleute so regeln, dass diese am Sonntag in die Kirche gehen konnten. Die Arbeitszeit der Bergleute betrug an den Wochenenden acht Stunden. Konnte ein Steiger aus zwingenden Gründen eine Schicht nicht versehen oder musste er aus bestimmten Gründen die Schicht vorzeitig beenden, so musste er vorher bei seinem Vorgesetzten die Erlaubnis einholen.
Neben seiner Aufsicht hatte der Steiger auch schriftliche Arbeiten zu tätigen, beispielsweise das Führen des Betriebs- und des Schichtenbuches, außerdem die Erstellung der monatlichen Betriebsberichte, das Anfertigen der Strafregister und der Büchsenzettel. An den Aufgaben und der Arbeitszeit änderte sich bis in die Mitte des 20. Jahrhunderts kaum etwas. Selbst im Jahr 1957 betrug die tägliche Arbeitszeit eines Steigers oftmals bis elf Stunden. Der Arbeitstag begann um 5.30 Uhr mit der Frühbesprechung und endete mit der Nachmittagsbesprechung mit dem Obersteiger und dem Betriebsführer um 16 Uhr, dazwischen lagen etwa 7,5 Stunden Arbeitszeit unter Tage.

### Bezahlung
Obwohl die Steiger Beamte waren, waren für ihre Entlohnung die Bergwerksbesitzer zuständig. Da der Lohn der Steiger von den Gewerken bestimmt wurde, war er je nach Bergrevier unterschiedlich. So erhielten die Steiger beispielsweise in der Hettongrube einen Wochenlohn von sechs Talern und neun Silbergroschen. Damit lag der Lohn des Steigers genauso hoch wie der eines Zimmerers. Für den Verkauf der Lichter und des Lampenöls erhielten sie noch eine kleine Provision. Dadurch stieg ihr Wochenlohn auf zwölf Taler, sieben Silbergroschen und sechs Pfennige an. Während des Regalbergbaus genossen die Steiger allerdings die gleichen Privilegien wie auch die anderen Bergleute. In den Bergrevieren der Grafschaft Mark und des Herzogtums Cleve war es den Steigern verboten, Arbeiter und Hauer in Kost zu nehmen, um damit ihren Lohn aufzubessern. So stand in der Bergordnung der Hinweis: „Schichtmeister, Steiger und Arbeiter sollen mit ihrem gesetzten Lohn sich begnügen lassen“ (). In den Bergrevieren Sachsens war es staatlich geregelt, dass der Lohn der Steiger auf allen Zechen einheitlich hoch sein musste. Dies hatte zur Folge, dass die Bergwerksbesitzer die Löhne der Steiger und Bergleute in bestimmte Lohnstufen unterteilten. Die Entlohnung erfolgte durch Gedinge oder durch Festlohn.

## Heutige Situation
In der ersten Hälfte des 20. Jahrhunderts kam es zu einer weiteren Änderung des Status bei den Steigern. Steiger waren aufgrund einer Gesetzesänderung nunmehr keine Beamten mehr, sondern wurden zu Angestellten. Von nun an konnten die Bergwerksbesitzer Steiger anstellen und entlassen. Die Änderungen mussten dem Bergamt mitgeteilt werden. Auch mit dem Inkrafttreten des Bundesberggesetzes 1980 hat sich einiges für den Steiger geändert. Es wird darin nicht mehr von Steigern, sondern von Verantwortlichen Personen gesprochen. Verantwortliche Personen im Sinne des Gesetzes sind alle zur Leitung und Beaufsichtigung des Betriebes bestellte Personen. Personen, die als Verantwortliche Personen eingesetzt werden, müssen vom Unternehmer beim Bergamt schriftlich gemeldet (bestellt) werden. Werden sie wieder abberufen, ist dies ebenfalls dem Bergamt schriftlich zu melden.

### Hierarchie
Die unterste Ebene der Hierarchie bildet im heutigen Bergbau der Schichtsteiger. Er führt eine Betriebsschicht in einem Revier. Zwischen drei und acht Schichtsteiger unterstehen einem Reviersteiger. Über den Reviersteigern stehen die Fahrsteiger. Ein Fahrsteiger ist der Leiter einer Fahrabteilung, zu der ein bis drei Reviere gehören. Somit unterstehen dem Fahrsteiger zwischen einem und drei Reviersteiger und drei bis vierundzwanzig Schichtsteiger. Über den Fahrsteigern steht der Obersteiger, er ist der Stellvertreter des Betriebsführers und ihm direkt unterstellt. Dem Obersteiger unterstehen zwischen ein bis drei Fahrsteiger sowie den jeweiligen Fahrsteigern unterstellte Reviersteiger und Schichtsteiger. Somit können einem Obersteiger, neben den Fahrsteigern, je nach Größe des Bergwerks bis zu neun Reviersteiger und bis zu 72 Schichtsteiger unterstellt sein. Auf einem Bergwerk können, je nach Größe, fünf oder auch mehr Obersteiger tätig sein.

### Anforderungen und Ausbildung
Die Anforderungen werden im Bundesberggesetz im § 59 geregelt. So müssen verantwortliche Personen die erforderliche Fachkunde besitzen. Außerdem müssen sie für ihre Aufgaben körperlich geeignet sein und die erforderliche Zuverlässigkeit besitzen. Um die nötige Fachkunde als Voraussetzung für die Tätigkeit als Steiger nachzuweisen, ist der erfolgreiche Besuch einer Bergfachschule (Technikerschule), einer Bergschule (Fachschule) oder eines Studiums an einer technischen Hochschule sowie die Bestellung als Aufsichtsperson durch eine Bergbehörde erforderlich.

### Spezialisierungen
Man unterscheidet zwischen bergmännischen Steigern (Grubensteiger) wie Abbausteiger, Fördersteiger, Wettersteiger, Vermessungssteiger sowie Elektrosteigern, Maschinensteigern und Sicherheitssteigern.
Grubensteiger sind auf dem Bergwerk dafür verantwortlich, dass die bergmännischen Arbeiten in ihrem Verantwortungsbereich des Grubenbetriebs fachgerecht und störungsfrei durchgeführt werden können. Wettersteiger sind für die Grubenbewetterung verantwortlich. Zum Wettersteiger werden nur Personen ernannt, die eine Ausbildung an einer Bergfachschule oder einer noch weitergehenden bergmännischen Ausbildungsstätte mit Erfolg absolviert haben. Sie müssen eine zusätzliche Ausbildung zum Wettersteiger absolvieren. Elektrosteiger sind auf dem Bergwerk verantwortlich für die elektrischen Anlagen, für deren Betriebsbereitschaft und Sicherheit über oder unter Tage. Sie kontrollieren, ob Wartungs- und Reparaturarbeiten ordnungsgemäß durchgeführt wurden. Maschinensteiger sind verantwortlich für die Funktion der Maschinen und Geräte und veranlassen, wenn zur Vermeidung von Unfällen erforderlich, deren Stillsetzung.

### Aufgaben und Arbeitszeit
Die Aufgaben der Steiger änderten sich drastisch mit dem Inkrafttreten der Allgemeinen Bundesbergverordnung im Jahr 1995. Gemäß dieser Verordnung ist es nicht mehr Hauptaufgabe der Steiger, über betriebliche Dinge zu wachen, sondern für die Arbeitssicherheit der ihnen unterstellten Mitarbeiter zu sorgen. Da der Unternehmer die Pflichten auf die Verantwortlichen Personen übertragen kann, sind also in erster Linie die Steiger als Verantwortliche Personen in der Pflicht, den Schutz der Arbeitnehmer vor Gefahren zu gewährleisten. Jeder Steiger muss die ihm zugewiesenen Betriebsbereiche und Arbeitsstätten, an denen in der Schicht Mitarbeiter von ihm beschäftigt sind, zweimal und bei ungefährlichen Arbeiten einmal pro Tag befahren. Als zweite Befahrung gilt auch ein Telefonat mit den an dem jeweiligen Arbeitsplatz befindlichen Arbeitnehmern. Aufgrund des Arbeitszeitgesetzes wurden die täglichen Arbeitszeiten auch für den Steiger reduziert. So dürfen auch Steiger täglich nur noch acht Stunden und in Ausnahmefällen maximal 10 Stunden beschäftigt werden. In einigen Bergbaubereichen kommt aufgrund der hohen untertägigen Temperaturen die Klimabergverordnung zum Greifen. Die hier geltenden Reduzierungen der Beschäftigungszeiten gelten auch für Steiger, so dass Steiger, die in Klimabereichen tätig sind, eine Arbeitszeit von sieben bis acht Stunden haben.

### Bezahlung
Im heutigen Bergbau richtet sich die Bezahlung der Steiger nach den Tarifverträgen der jeweiligen Bergbaubranche.